# 剣が刻
『剣が刻』（中文：執劍之刻）は、XiimoonとRejetが共同制作し2019年にリリースされたアプリゲームである。

## ストーリー
ある日の夏、主人公は刀神に導かれ「現世」と「常夜」が存在する中津国にタイムスリップしてしまう。
史実上の有名な人物や空想上の妖怪の仲間と「マレビト」を封印することになる。

## ゲームシステム

### 物語・個人物語
全キャラクターに「剣の章」「刻の章」「本陣故事」がある。

### 戦闘
主に戦うキャラクター三人と助太刀の編成を組み流れてくるブロックをタップしていく。
一定のゲージがたまると奥義が発動する。

### 育成
経験値や能力を高められる。
物語やボイスを開放することができる。

### 交流
温泉に入れるなどの方法でキャラクターと交流ができる。

## 登場キャラクター

### 人族
| キャラクター名 | 読み                 | 声優            |
| -------------- | -------------------- | --------------- |
| 徳川光国       | とくがわみつくに     | 花江夏樹        |
| 狩野探幽       | かのうたんゆう       | 八代拓          |
| 松尾芭蕉       | まつおばしょう       | 立花慎之介      |
| 鴇羽           | ときわ               | 島﨑信長        |
| 伊藤一刀斎     | いとういっとうさい   | 三宅健太        |
| 縹茶半次       | はなださはんじ       | 山本祥太        |
| 酒井忠勝       | さかいただかつ       | 桜木章人        |
| 天海           | てんかい             | 桜木章人        |
| 七太夫長能     | しちだゆうちょうのう | 中村太亮        |
| Francois Caron | ふらんそわ・かろん   | 高橋伸也 (声優) |
| 沙牟奢允       | しゃくしゃいん       | 梅原裕一郎      |
| 由比正雪       | ゆいしょうせつ       | 浜田洋平        |
| 鬼菱           | おにびし             | 羽多野渉        |
| 伊吹           | いぶき               | 井上麻里奈      |
| 荒木又右衛門   | あらきまたえもん     | 東裕介          |
| 胤舜           | いんしゅん           | 桜木章人        |
| 景真           | かげま               | 天﨑滉平        |
| Nuno Alvares   | ヌノ・アルヴァレス   | 酒井広大        |
| 市五郎         | いちごろう           | 沢城千春        |
| 益田時貞       | ますだときさだ       | 豊永利行        |
| 蝉吟           | せんぎん             | 福山潤          |
| 九尾           | きゅうび             | たかはし智秋    |

## 主題歌
「花明かり」
歌：徳川光国（花江夏樹）、作詞：岩崎大介、作曲・編曲：Morrigan

## スタッフ
プロデューサー兼プロジェクトディレクター
　ケンさん
原案
　Rejet株式会社、世界観構成、一部のキャラクターデザインを担当。
開発・運営
　拾夢文化発展（上海）有限公司（Xiimoon Shanghai Entertainment Co., Ltd.）、「剣が刻」第二期よりXiimoonが単独で制作。